# Ibestad (gemeente)
Ibestad is een gemeente in de Noorse provincie Troms. De gemeente telde 1375 inwoners in januari 2019. De gemeente omvat de eilanden Andørja en Rolla. Tussen beide eilanden ligt een tunnel, terwijl Andørja met een brug is verbonden met het vasteland.

## Plaatsen in de gemeente
- Hamnvik

Balsfjord · Bardu · Dyrøy · Gratangen · Harstad · Ibestad · Kåfjord · Karlsøy · Kvæfjord · Kvænangen · Lavangen · Lyngen · Målselv · Nordreisa · Salangen · Senja · Skjervøy · Sørreisa · Storfjord · Tjeldsund · Tromsø

Voormalige gemeentes: Berg · Lenvik · Skånland · Torsken · Tranøy